# Modellen för hierarkisk komplexitet
Modellen för hierarkisk komplexitet (ofta benämnd MHC efter engelskans Model of Hierarchical Complexity) är ett ramverk utvecklat av bland andra Michael Commons, och det används för att mäta den grad av hierarkisk komplexitet som krävs för att utföra en viss uppgift inom diverse domäner såsom matematik och resonemangsföring kring etiska dilemman. Sveriges ledande forskare på området är Kristian Stålne, som samarbetat direkt med Commons.

## Bakgrund
Modellen för hierarkisk komplexitet har sitt ursprung i Jean Piagets och Lawrence Kohlbergs utvecklingspsykologiska teorier.
Några stora skillnader från dessa teorier är att MHC till skillnad från Piagets teori inte begränsar sig till barn och ungdomar, utan kategoriserar beteenden helt oavsett individens ålder, samt att MHC är en betydligt bredare teori. Kohlbergs teori behandlar exempelvis enbart stadier av moralisk utveckling, medan MHC går att applicera på beteenden oavsett vilken domän de tillhör.
Den första versionen av det som kom att bli MHC var "General Stage Model" (1978), som senare övergick i "General Model of Hierarchical Complexity" (1998) för att slutligen bli "Model of hierarchical Complexity" eller Modellen för hierarkisk komplexitet.

## Att mäta komplexitet
En uppgift är komplex om den är sammansatt av flera deluppgifter. Ju fler deluppgifter den består av, desto mer komplex är den. Olika uppgifters grad av komplexitet kan variera både horisontellt och vertikalt. En uppgift har hög horisontell komplexitet om den består av många deluppgifter som kan utföras var och en för sig, i vilken turordning som helst, och där alla deluppgifter kräver samma mängd kunskap för att lösas. Om vi till exempel ska räkna ut summan av 1+3+4+7+2+8+4+3+2 eller produkten av 2*1*3*5*3*4*7*1*8 kan vi konstatera att uppgifterna enbart består av ett antal additioner respektive multiplikationer. Inga delar av uppgifterna är svårare än att utföra addition respektive multiplikation, och deluppgifterna behöver inte lösas i någon specifik turordning. Lägger vi till fler termer eller faktorer blir uppgifterna inte svårare att förstå, även om de tar längre tid att lösa.
Vertikal komplexitet, med en hierarkisk struktur, är istället när det för att lösa huvuduppgiften krävs att 2 eller fler enklare deluppgifter koordineras. Dessa deluppgifter kan i sin tur kräva att ytterligare, ännu enklare deluppgifter koordineras. Ska vi exempelvis räkna ut 2*(8+1) med den distributiva lagen, räcker det inte med att behärska addition och multiplikation. Vi behöver även veta att 2:an ska distribueras över 8:an och 1:an så vi får (2*8)+(2*1), som i sin tur blir 16+2 = 18. Skulle vi strunta i prioritetsordningen och räkna ut uppgiften från vänster till höger, får vi istället 2*(8+1) = 2*8+1 = 16+1 = 17, vilket helt enkelt inte stämmer. Den distributiva lagen koordinerar alltså additionen och multiplikationen, och är således högre upp i hierarkin.

## Ordning
Att modellen för hierarkisk komplexitet går att applicera på vitt skilda domäner beror till stor del på att den baseras på en strikt teoretisk, ideal beskrivning av nivåer, till skillnad från andra stadiemodeller som ofta bygger på empiriska psykologiska studier eller kulturella och kontextuella antaganden och förklaringar av hur utveckling går till. I MHC benämns nivåerna ordningar och varje definierad ordning har ett namn samt ett medföljande naturligt tal. Den lägsta ordningen, för de minst komplexa uppgifterna, är ordning 0 - Kalkylatorisk, och ju högre ordningstal, desto högre är graden av hierarkisk komplexitet. Uppgifter i det här sammanhanget är till sin natur kvantiserade, vilket betyder att en uppgift kan vara av till exempel ordning 7 eller 8, men aldrig 7,5. Den är även antingen löst eller olöst. Är uppgiften endast delvis löst räknas den som olöst.
För uppgifter av ordning N, där N är ett naturligt tal, gäller att de:
- Definieras av uppgifter av ordning N-1, som i sin tur definieras av uppgifter av ordning N-2 etc.
- Organiserar uppgifterna av lägre ordning, t.ex. genom att reflektera över, jämföra, kontrastera, omvandla, definiera och/eller syntetisera, dock ej genom "att förstå"[a] dem.
- Organiserar uppgifterna av lägre ordning på ett nytt, icke-arbiträrt sätt.[8]

## Stadium
En individs stadium definieras som ordningen av den mest komplexa uppgiften individen lyckats lösa. Det är alltså en bedömning av hur komplext någon resonerar. Om en människa löst en eller flera uppgifter av ordning 9, men ingen av ordning 10 eller högre, är dennes stadium således 9.
Människor befinner sig på stadium 1 vid födseln och utvecklas ett stadium i taget. Eftersom ordningarna definieras i förhållande till närmast underliggande ordning, sker utvecklingen alltid i samma ordningsföljd, från lägre till högre stadier. Alla individer går alltså igenom stadierna i samma följd, men utvecklingstakten varierar från individ till individ. I vuxen ålder är människors stadier i stort sett normalfördelade, med ett medelvärde på 10,5 och en standardavvikelse av 1. Det innebär att mindre än 10% når stadium 12 eller mer och att mindre än 2% når stadium 13 eller mer.
Tabellen nedan visar de 17 ordningarna eller stadierna som är definierade och namngivna, samt exempel på tillhörande uppgifter som kan lösas av individer som befinner sig på det stadiet. Det finns ingen anledning att anta att det inte kan finnas fler stadier. Att Commons med flera identifierat just 17 stadier och inte fler antas inte bero på någon strukturell egenskap i MHC, utan har förmodligen snarare att göra med att vi människor inte lyckats identifiera något ännu komplexare beteende.
| Ordning eller stadium[3][15]    | Exempel[3][16][17][18][19][20][21][22] |
| ------------------------------- | --- |
| 0 - Kalkylatorisk               | En dator som utför aritmetik på 1:or och 0:or |
| 1 - Automatisk                  | En encellig organism som svarar på ett enskilt stimulus |
| 2 - Sensorisk eller motorisk    | Att röra på armar, ben, ögon, läppar etc.; Ett litet barn som babblar; Ett spädbarn som börjar gråta av att andra spädbarn gråter |
| 3 - Cirkulär sensorisk-motorisk | Att sträcka sig efter, ta tag i, eller skaka saker; Att koppla ihop flera arm- och benrörelser för att krypa; Ett barn som blir ledsen av att en förälder gömmer sig, och glad när föräldern tittar fram igen; Att använda fonem |
| 4 - Sensorisk-motorisk          | Att koppla ihop ljud med en handling, t.ex. ljudet från en maracas som skakas; Att använda morfem; Att följa kommandon bestående av ett ord; Att klassificera enkla objekt; Att trösta någon som är upprörd, exempelvis genom att klappa, krama eller att se bekymrad ut |
| 5 - Nominell                    | Att använda namn, fristående ord och enskilda bokstäver; Att använda substantiv och verb; Att följa kommandon bestående av flera ord; Att reflektera över om en portionsfördelning var rättvis eller inte |
| 6 - Senteniell                  | Att använda pronomen; Att koppla samman ord, t.ex. "Jag dricka!"; Att lära sig sekvenser, t.ex. att kunna säga A, B, C, D, E i ordning; Att känna skam |
| 7 - Preoperationell             | Att dra enkla slutsatser; Att använda konnektiv i enkla samband, t.ex. "om det snöar så blir det vitt på marken", "det varken snöar eller regnar", "inte blå, men röd"; Att berätta historier och att känna empati med en karaktär i en berättelse |
| 8 - Primär                      | Att utföra elementära aritmetiska operationer, t.ex. 2+4 = 6, 9-1 = 8, 7*7 = 49 och 6/2 = 3; Att följa regler för att undgå bestraffning |
| 9 - Konkret                     | Att utföra distributiva aritmetiska operationer, t.ex. 8*(7+3) = 8*7+8*3 = 80; Att använda liggande stolen; Att se något ur en annans perspektiv och att koordinera detta med sitt eget perspektiv, t.ex. vid en förhandling |
| 10 - Abstrakt                   | Att använda stereotyper; Att använda kvantifikationer såsom "det är ofta soligt på sommaren", "alla fiskar har gälar" och "katter skäller aldrig"; Att använda abstrakta variabler, t.ex. x, t och n |
| 11 - Formell                    | Samband som kan beskrivas av en funktion av en variabel, f(x), t.ex. tyngdlagen F = mg (där kraften, F, beskrivs som en funktion av den variabla massan m multiplicerat med tyngdaccelerationen g); Förmågan att koordinera två abstrakta variabler, t.ex. att se samband som "ökad integration leder till minskade samhällsklyftor" eller "ökat välstånd leder till minskad nativitet"; Att argumentera med hjälp av empiriska och logiska bevis; Att använda konnektiv från boolesk algebra, t.ex. IF, AND och OR; Den vänsterdistributiva relationen x*(y+z) = (x*y)+(x*z) |
| 12 - Systematisk                | Samband som kan beskrivas av en funktion av flera variabler, f(x,y), t.ex. Newtons gravitationslag F = Gm₁m₂/r²; Den distributiva lagen x ∪ (y ∩ z) = (x ∪ y) ∩ (x ∪ z), där ∪ är unionen och ∩ är snittet, som är giltig i boolesk algebra, mängdalgebra och satslogik; Att konstruera matriser |
| 13 - Metasystematisk            | Att se att ett system har en viss egenskap, såsom homomorfi, isomorfi, fullständighet, konsistens och kommensurabilitet; Att jämföra eller kombinera olika ideologier, kulturer och värdesystem med varandra samt visa hur dessa samverkar; Att som i Vår gemensamma framtids formuleringar kombinera en systemförståelse av ekonomi och resursfrågor och koordinera dessa med en social dimension; Newtons andra lag, som koordinerar kraftgeometri med kinematik |
| 14 - Paradigmatisk              | Vågekvationerna, som härleds från ideala gaslagen, kontinuitetsekvationen och Newtons andra lag (vilka alla är metasystem); Einsteins allmänna relativitetsteori |
| 15 - Kors-paradigmatisk         | Kombinationen av ellipsgeometri och en heliocentrisk världsbild, som lagt grunden för celest mekanik; Newtons syntes av fysik och matematisk analys; Ett potentiellt enande av den allmänna relativitetsteorin och kvantfältteorin till en teori om allt, t.ex. strängteori |
| 16 - Meta-kors-paradigmatisk    | Att på ett adekvat sätt kunna reflektera över exempelvis strängteorins starka sidor respektive brister |

### Djur
Med MHC går det att på ett vetenskapligt sätt jämföra olika djurs kognitiva förmågor, samt göra en uppskattning av vilket stadium fullvuxna individer av olika arter kan förväntas nå. Djuren delas in i stadier utefter den högsta ordningen av uppgifter de klarar av att utföra. Det betyder att ett djur som aldrig observerats klara av en uppgift av ordning 4 eller mer, men har observerats klara av en eller flera uppgifter av ordning 3 sägs tillhöra stadium 3. Enligt Commons finns det ett exponentiellt samband mellan djurens stadier och hur många nervceller de har i hjärnan/hela nervsystemet. I stora drag kan det sägas att ju fler nervceller ett djur har, desto högre stadium kan det förväntas uppnå. Att sambandet är exponentiellt antas bero på att det minsta antalet handlingar som krävs för att utföra en uppgift av N:te ordningen av hierarkisk komplexitet är 2^N. Som exempel kan sägas att för att utföra en uppgift av ordning 3 måste åtminstone 2 stycken ordning 2-uppgifter koordineras, som i sin tur kräver att minst 2 stycken ordning 1-uppgifter vardera koordineras, som i sin tur kräver att minst 2 stycken ordning 0-uppgifter vardera koordineras. Totalt handlar det alltså om 2^3 = 8 ordning 0-uppgifter som behöver utföras.
| Stadium | Djur                   | Antal nervceller | Källa        |
| ------- | ---------------------- | ---------------- | ------------ |
| 11      | Människa               | 86 060 000 000   | [11]         |
| 9       | Schimpanser            | 26 040 000 000   | [11][26]     |
| 7       | Rhesusapa              | 6 380 000 000    | [11]         |
| 6       | Kapucinapa             | 3 690 000 000    | [11]         |
| 6       | Ekorrapor              | 3 246 430 000    | [11]         |
| 6       | Gråjako                | 1 600 000 000    | [27][28]     |
| 6       | Nattapor               | 1 468 000 000    | [11]         |
| 6       | Galagoer               | 936 000 000      | [11]         |
| 6       | Marmosettapa           | 635 800 000      | [11]         |
| 6       | Spetsekorrar           | 261 400 000      | [11]         |
| 5-6     | Hund                   | 2 200 000 000    | [29][26][30] |
| 5-6     | Katt                   | 1 200 000 000    | [29][26][30] |
| 4       | Kapybara               | 1 600 000 000    | [11]         |
| 4       | Agutier                | 857 000 000      | [11]         |
| 4       | Marsvin                | 239 620 000      | [11]         |
| 4       | Råttor                 | 200 000 000      | [11]         |
| 4       | Hamstrar               | 89 970 000       | [11]         |
| 4       | Möss                   | 71 000 000       | [11]         |
| 3       | Ätlig groda            | 16 000 000       | [11]         |
| 3       | Honungsbi              | 960 000          | [11]         |
| 3       | Bananfluga             | 100 000          | [11]         |
| 2       | Caenorhabditis elegans | 302              | [11]         |